# Vad Ninetta
Vad Ninetta (Budapest, 1989. február 16. –) magyar világbajnok kajakozó.

## Sportpályafutása
Pályafutását 2000-ben kezdte az MTK színeiben, ahol többek között együtt dolgozott Pruzsinszky Istvánnal, Fábián Mónikával, Szádovszky Ágnessel, és nevelőedzőjével Nagy Lászlóval. 2006-ban részt vesz első komolyabb nemzetközi versenyén, (Athén ifi EB) mint tartalék. 2007 áprilisában átigazolt a KSI-be, ahol Mórocz István lett az edzője. A közös munka hamar meghozta az eredményt, ugyanebben az évben világbajnok lett NK-4 500 méteren Csipes Tamarával, Tóth Dzseniferrel, valamint Gutyina Kingával.

## Eredményei
- Račice (Csehország), ifjúsági világbajnokság, NK-4 500 méteren világbajnok
- Milánó (Olaszország), kajak-kenu Európa-bajnokság, NK-1 200 méteren V. hely
- Poznań (Lengyelország), U23 Európa-bajnokság, NK-2 1000 méteren Európa-bajnok, illetve NK-2 500 méteren IV. hely
- Poznań (Lengyelország), kajak-kenu világbajnokság, női K-1 4x200 m váltó, II. hely
- Poznań (Lengyelország), Egyetemi világbajnokság, NK-1 500 méteren VII. hely, NK-1 200 méteren VI. hely, NK-4 500 méteren IV. hely
- Moszkva (Oroszország), U23 Európa-bajnokság, NK-2 200 méteren III. hely, valamint NK-4 500 méteren III. hely
- Zágráb (Horvátország), U23 Európa-bajnokság, NK-1 1000 méteren, illetve NK-1 200 méteren Európa-bajnok
- Szeged (Magyarország), kajak-kenu világbajnokság: női K-1 4X200 m váltó, IV. hely
- Montemor-o-Velho (Portugália), felnőtt Európa-bajnokság: K-2 1000 m II. hely, U23 Európa-bajnokság: K-4 500 m I hely, K-2 500 m I. hely, K-1 200 m I. hely
- Duisburg (Németország), felnőtt világbajnokság: K-4 500 m I. hely, 4X200 m váltó I. hely

## Díjai, elismerései
- Héraklész Gála „2-4 fős kiscsapat” kategória győztes a 2007-es világbajnok női négyessel
- XV. kerület legjobb sportolója díj
- Héraklész Gála „2-4 fős kiscsapat” kategória II. a 2012-es Európa-bajnok női párossal

## Források

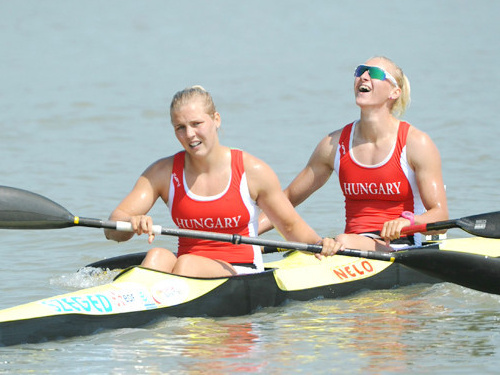
Kárász Annával a 2013-as
Kajak-kenu Világkupán (Szeged)